# Ted Johansson (ishockeyspelare)
Ted Johansson, född 29 juni 1992 i Arvidsjaur, är en svensk före detta professionell ishockeyspelare. Hans moderklubb är IFK Arvidsjaur.